# Grijze kroonkraanvogel
De grijze kroonkraanvogel (Balearica regulorum) is een grote waadvogel uit de familie van de kraanvogels (Gruidae).

## Kenmerken
Grijze kroonkraanvogels hebben een korte snavel. Op zijn kop heeft hij gouden kruinveren. Ze hebben een grijs verenkleed en rode lellen aan de keel. Beide geslachten hebben hetzelfde verenkleed. De lichaamslengte bedraagt 100 tot 110 cm en het gewicht 3 tot 4 kg. De roep bestaat uit twee lettergrepen en klinkt als ma-ham.

## Leefwijze
Grijze kroonkraanvogels zijn de enige kraanvogels die regelmatig in bomen zitten. Ze eten insecten en kleine zoogdieren die ze vinden bij kudden hoefdieren die ze weleens volgen. Buiten het broedseizoen leidt de vogel een zwervend bestaan. Het zijn standvogels.

## Nationaal symbool
In Oeganda is de grijze kroonkraan een nationaal symbool en staat zodanig ook op de Oegandese vlag en het wapen van Oeganda.

## Verspreiding
Deze soort komt voor in oostelijk en zuidelijk Afrika. Hij komt gewoonlijk voor op graslanden, landerijen en drassige gebieden.
De soort telt twee ondersoorten:
- B. r. gibbericeps (oostelijke kroonkraanvogel) : van zuidelijk Oeganda en Kenia tot noordelijk Zimbabwe en noordelijk Mozambique.
- B. r. regulorum (zuidelijke kroonkraanvogel): van zuidelijk Angola en noordelijk Namibië tot Zimbabwe en oostelijk Zuid-Afrika.

## Status
De grootte van de populatie wordt geschat op 20-50 duizend vogels. Op de Rode lijst van de IUCN heeft deze soort de status bedreigd.

## Jongen
Als kuiken groeien ze zeer snel. Ze worden geboren met al vrij grote poten en deze blijven dan ook de eerste paar weken voorop in de ontwikkeling. In gevangenschap leven ze meestal de eerste week op pieren (vaak meelwormen) om dan langzaam over te stappen naar los voer.

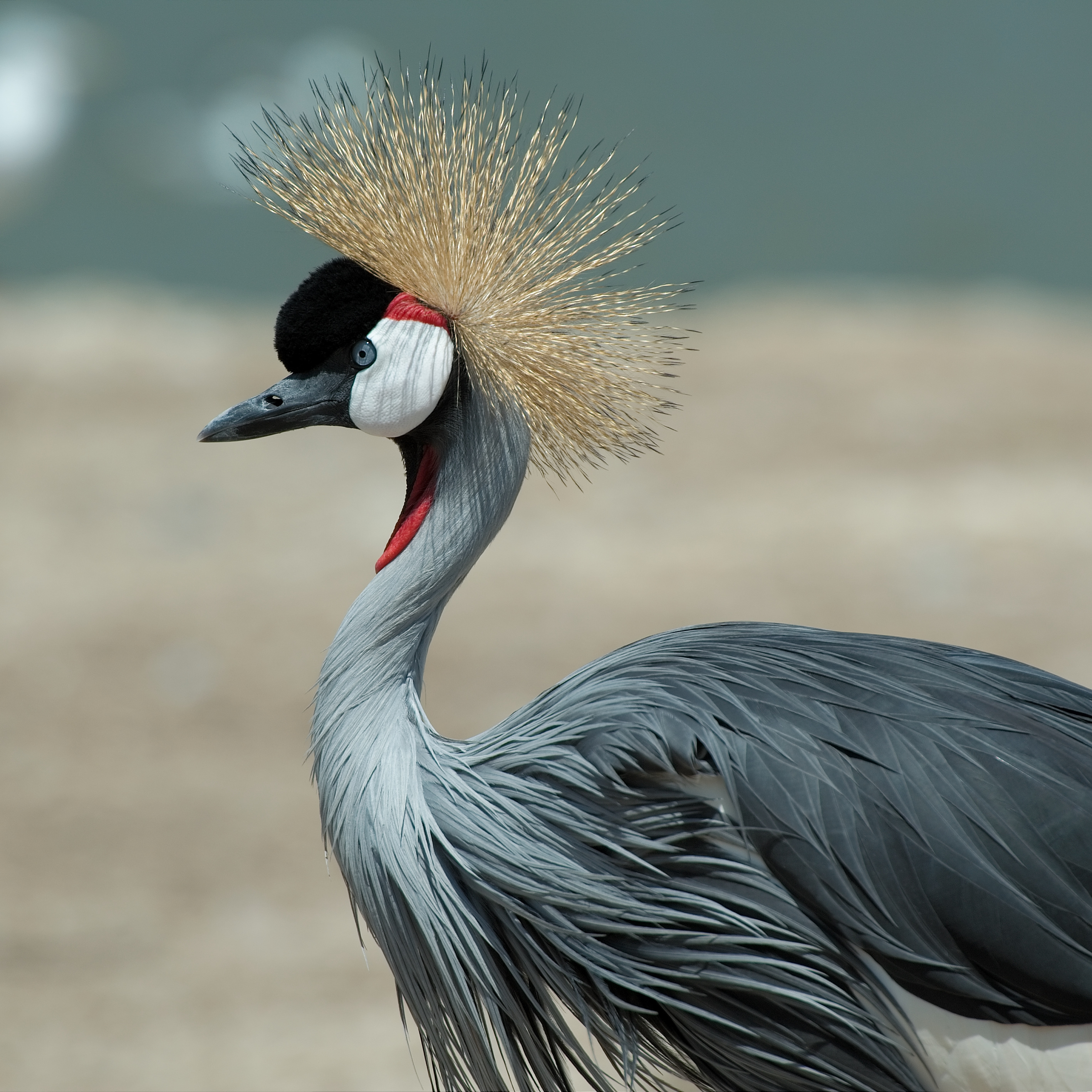
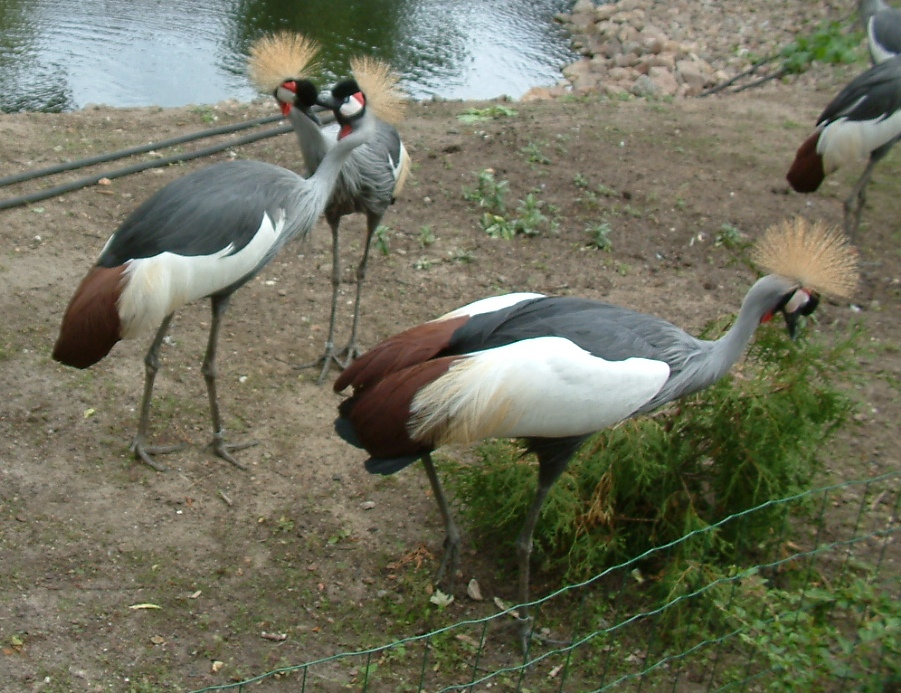
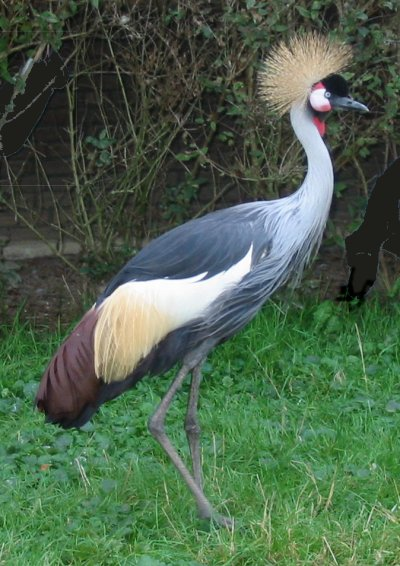